# Старая Краснянка
Старая Краснянка (укр. Стара Краснянка) — посёлок в Северодонецком районе Луганской области Украины, в составе Кременского горобщина.

## Население
Население по переписи 2001 года составляло 882 человека.

## История
Название «Старая Краснянка» образовано от наименования реки Красной и слова «Старая», которое использовалось для различия от названия с. Новокраснянка. Первое название: Краснянск, образовано от наименования р. Красной, параллельное название — городок Краснянский.
Первое официальное упоминание о поселении относится к 1691 году. Предположительно городок основан донскими казаками ранее 1669 года. В летописях про 1669 год упоминается, что один казак «ис Тору (ныне г. Славянск) с юртовыми казаками, что живут в камышах, пришёл в Краснянской зимовать». Казаки городка поддержали К. Булавина, за что городок отобрали у донских казаков и местность отдали под управление слобожан. Сюда стали переселяться жители с территорий Изюмского и Сумского слободских полков. Упоминается в отписке Валуйского воеводы Василия Фефилатьева от января 1656 года в следующем контексте: «…Были де анЪ въ Ойдарскомъ юрту для провЪдованья вЪстей, и въ томъ де юрту сказывалъ ему, Семену, Донской казакъ Демка Круговой, посланъ де онъ, Демка, з Дону отъ Войска съ отпискою въ Донецкой Красненской юртъ х казаку къ Лукьяну Данилову…А ево де, Демку, съ тою отпискою послали Донскіе казаки декабря въ 6 день въ верхнія Донецкія юрты для, государь, тово, чтобъ Донецкіе казаки з Донца и изъ запольныхъ рЪкъ, какъ Калмыки придутъ на Донъ, и онЪ бы, казаки, шли на Донъ… Да онъ жа де, Демка, ему, Семену, сказывалъ, что хотятъ де казаки съ Калмыки идти въ Крымъ».
В конце XVIII века часть жителей переселились на р. Гнилую и Мечетную. В 1787 году краснянские однодворцы вошли в состав «новодонского войска»: Екатеринославского казачьего войска, созданного по образцу «донских казаков» во главе с атаманом Платовым.
Краснянцы (донцы) проявили мужество при штурме Измаила и Очакова в русско-турецкой компании. Некоторые из них награждены медалями с надписью «Очаков. Декабрь 1788 г.» В 1796 году Екатеринославское казачье войско расформировано. В 1802 часть казачьего населения по их пожеланию были переселены на Кубань, и позже стали основой Кавказского полка Кубанского казачьего войска. Оставшиеся приписаны к однодворцам. Из Краснянки изъявило желание и получило разрешение переселиться на Кубань 221 душа мужского пола.
Неоднократно упоминается в Памяти из Разрядного в Посольский приказ по поводу спора между донскими казаками и Изюмским полком о Бахмутских соляных варницах и др. угодьях от 19 октября 1704 года, в том числе в следующем контексте: «Донские казаки айдарские жители 4, боровских 5, сухаревских 8, избянских 3, старокраснянцов 3, новокраснянцов 3 человека, сказали: в прошлых де годех, как не было городов Царе-Борисова, Мояцкого, Изюма и Соляного, и в то де время речками Багмутом и Красною и Жеребцом с верховья и до устья, и вверх по реке Донцу по Посольской перевоз, владели они донские казаки по своим казацким обыкностям, а крепостей у них казаков на те речки со всеми угодьи никаких нет»(2). Сведения об участии в Булавинском восстании противоречивы, так в отписке Острогожского полковника И. Тевяшова от 19 октября 1707 года: «Старой Ойдар и в Краснянск их воров не пустили».(2, стр 129). Донской же атаман Е. Петров на допросе в Посольском приказе 4 ноятря 1707 года сказал: «они воры прислали письмо, а в письме их написано, что они о том думали не одни, с ними ж де думали и руки давали казаки пяти городков, которые сверх реки Донца до Старого Айдарского городка обретаютца, а имянно: Сухарева, Краснянского, Боровского, Трехизбянского и Старо-Айдарского. А Семен Драной Старо-Айдарского городка и пущей заводчик и руку им дал и сына своего к ним прислал с тем, чтоб им князя Юрья Долгорукова убить».(2, стр 141)
В Указе от 19 мая 1719 года упоминается как один из семи городков Бахмутской провинции Азовской губернии, «Что въ нихъ двороваго числа не ведомо» (3). Проведенная в том же году первая ревизия показала в Краснянской слободе податного населения 586 душ мужского пола (4). В 1744 году — 308, в 1763 году — 243.
После ряда административных преобразований конца XVIII века Старая Краснянка оказалась в Купянском уезде Слободско-Украинской (с 1835 года Харьковской) губернии. С 1825 года в составе военного поселения (Глуховский полк, 2-й кирасирской дивизии), с 1857 года Харьковское южное поселение (5, 6). По сведениям 1864 года в казённой деревне Старая Краснянка насчитывалось 44 двора, 109 жителей мужского и 129 женского пола(7), а также деревянная церковь(8). В 1904 году жители хутора Старо-Краснянка были прихожанами Преображенской церкви с. Кременная (9).